# Филип Крчмар
Др Филип Крчмар (Зрењанин, 28. децембар 1984) српски је историчар.

## Биографија
Основну школу и гимназију завршио је у Зрењанину. Дипломирао је на одсеку за историју Филозофског факултета у Новом Саду 2008. године, где је завршио мастер студије 2010. године и докторирао 2016. године са дисертацијом Торонталска жупанија 1860-1918.
Област научног истраживања су му завичајна историја и историографија Баната, историја Зрењанина, културна историја Хабзбуршке монархије и историја подунавских Шваба. Поред запослења у Историјском архиву у Зрењанину, члан је Друштва за проучавање Југоисточне Европе у 18. веку из Граца и Комисије за историју и културу Немаца Југоисточне Европе из Тибингена.
Аутор је више сталних поставки и тематских изложби, као и више десетина библиографских јединица (монографије, приручници, каталози, чланци, расправе, прикази итд).

## Одабрана дела
Монографије
- „Почетак Првог светског рата у светлу великобечкеречке штампе”, Зрењанин 2014. (у коауторству са Аранком Балинт)
- „Торонталска жупанија и њено наслеђе”, Зрењанин 2015.
- „Лаудонова регимента. Историја 29. царског и краљевског пешадијског пука ’Барон Фон Лаудон’”, Зрењанин 2015.
- „Ласло Карачоњи и његово доба : торонталска биографија у светлу новинских натписа : (1854-1869)”, Ново Милошево 2019.
- „Традиција хуманости“, Зрењанин 2020. (у коауторству са Александром Танасијевић и Весном Каравида)[2]

Изабрани чланци
- „Липот Баумхорн (1860 – 1932). Поводом 150 година од рођења”, Рад музеја Војводине 52, Нови Сад 2010, 295–307.
- „Прилог биографији грофа Мерсија”, Зборник за историју Матице српске 83, Нови Сад 2011, 105–118.
- „Торонталска жупанија и укидање Банатске војне границе“, у публикацији: Миливој Бешлин –Момир Самарџић (ур.), Банатски милитари и Банатска војна граница у 18. и 19. веку, Нови Сад 2014, 161–175.
- „Зидање Скадра на Бегеју: Иницијатива за градњу нове градске куће у Великом Бечкереку крајем XIX века”, Грађа за проучавање споменика културе Војводине XXVII, Нови Сад 2014, 48–65 (у коауторству са Бојаном Којичићем).
- Volksdeutsche Eugenics in Vojvodina (Overview), у публикацији: Marius Turda (ed.), The History of East-Central European Eugenics 1900–1945, London 2015, p. 500–548.
- „Grobovi koji putuju: jevrejsko spomen-groblje u Zrenjaninu”, Zbornik Jevrejskog istorijskog muzeja u Beogradu 10, Beograd 2015, 415–486 (u koautorstvu sa Aleksandrom Stefanovim, Aleksandrom Radlovačkim i Tihomirom Bogovićem).
- „Банатски Французи и Нова Лорена. Колонизација, асимилација, истраживања“, Архивски анали 9, Нови Сад 2015, 69–95.
- „Заборављени почасни грађани Великог Бечкерека”, Архивски анали 10, Нови Сад 2016, 77–92.
- „Тодор Манојловић и његово наслеђе у зрењанинским установама културе“, у публикацији: Рад музеја Војводине 59, Нови Сад 2017, 119–131.

Изложбе
- Трагом великана: Михајло Пупин у нашем граду (Изложбени салон Историјског архива Зрењанин, септембар 2014)
- Торонталска жупанија и њено наслеђе (Народни музеј Зрењанин,децембар 2015 – фебруар 2016)
- Отишло нетрагом: изгубљено градитељско наслеђе Зрењанина (Изложбени салон Историјског архива Зрењанин, октобар 2015; у коауторству са Александром Радловачким)
- Ризница нашег памћења. Поводом 70 година Историјског архива Зрењанин (Трг слободе Зрењанин, јул – август 2017)
- Институција са великим „и“: Историјски архив Зрењанин 1947–2017 (Изложбени салон Историјског архива Зрењанин, новембар 2017)
- Спомен-соба касарне „Народни херој Светозар Марковић Тоза” у Зрењанину (новембар 2017)